# Seznam dílů seriálu Stoupenci zla
Toto je seznam dílů seriálu Stoupenci zla. Americký televizní seriál Stoupenci zla premiérově vysílala televize FOX od ledna 2013. Do konce dubna 2014 odvysílala dvě řady seriálu po 15 dílech a do 18. května 2015 odvysílala závěrečnou třetí řadu.

## Přehled řad
| Řada | Díly | Premiéra v USA | Premiéra v USA  | Premiéra v ČR  | Premiéra v ČR      |
| Řada | Díly | První díl      | Poslední díl    | První díl      | Poslední díl       |
| ---- | ---- | -------------- | --------------- | -------------- | ------------------ |
| 1    | 15   | 21. ledna 2013 | 29. dubna 2013  | 9. září 2013   | 16. prosince 2013  |
| 2    | 15   | 19. ledna 2014 | 28. dubna 2014  | 9. března 2015 | 27. dubna 2015     |
| 3    | 15   | 2. března 2015 | 18. května 2015 | 27. září 2015  | 15. listopadu 2015 |

## Seznam dílů

### První řada (2013)
| Č. v seriálu | Č. v řadě | Původní název     | Český název        | Režie                        | Scénář                                  | Premiéra v USA  | Premiéra v ČR      |
| ------------ | --------- | ----------------- | ------------------ | ---------------------------- | --------------------------------------- | --------------- | ------------------ |
| 1            | 1         | Pilot             | Nedokončené dílo   | Marcos Siega                 | Kevin Williamson                        | 21. ledna 2013  | 9. září 2013       |
| 2            | 2         | Chapter Two       | Kapitola druhá     | Marcos Siega                 | Kevin Williamson                        | 28. ledna 2013  | 18. září 2013      |
| 3            | 3         | The Poet's Fire   | Básníkův oheň      | Liz Friedlander              | Adam Armus a Kay Foster                 | 4. února 2013   | 23. září 2013      |
| 4            | 4         | Mad Love          | Šílená láska       | Henry Bronchtein             | Andrew Wilder a Kevin Williamson        | 11. února 2013  | 30. září 2013      |
| 5            | 5         | The Siege         | V obležení         | Phil Abraham                 | Rebecca Dameron                         | 18. února 2013  | 7. října 2013      |
| 6            | 6         | The Fall          | Pád                | Marcos Siega                 | Shintaro Shimosawa                      | 25. února 2013  | 14. října 2013     |
| 7            | 7         | Let Me Go         | Útěk               | Nick Gomez                   | Seamus Kevin Fahey                      | 4. března 2013  | 21. října 2013     |
| 8            | 8         | Welcome Home      | Mezi svými         | Joshua Butler                | Amanda Kate Shuman                      | 11. března 2013 | 28. října 2013     |
| 9            | 9         | Love Hurts        | Láska bolí         | Marcos Siega a Adam Davidson | Adam Armus a Kay Foster                 | 18. března 2013 | 4. listopadu 2013  |
| 10           | 10        | Guilt             | Vina               | Joshua Butler                | Kevin Williamson a Shintaro Shimosawa   | 25. března 2013 | 11. listopadu 2013 |
| 11           | 11        | Whips and Regret  | Biče a lítost      | Marcos Siega                 | Kevin Williamson a Rebecca Dameron      | 1. dubna 2013   | 18. listopadu 2013 |
| 12           | 12        | The Curse         | Prokletí           | David Von Ancken             | Seamus Kevin Fahey a Amanda Kate Shuman | 8. dubna 2013   | 25. listopadu 2013 |
| 13           | 13        | Havenport         | Havenportský šerif | Nicole Kassell               | David Wilcox a Vincent Angell           | 15. dubna 2013  | 2. prosince 2013   |
| 14           | 14        | The End is Near   | Konec je blízko    | Joshua Butler                | Adam Armus a Kay Foster                 | 22. dubna 2013  | 9. prosince 2013   |
| 15           | 15        | The Final Chapter | Závěrečná kapitola | Marcos Siega                 | Kevin Williamson                        | 29. dubna 2013  | 16. prosince 2013  |

### Druhá řada (2014)
| Č. v seriálu | Č. v řadě | Původní název | Český název        | Režie           | Scénář           | Premiéra v USA  | Premiéra v ČR   |
| ------------ | --------- | ------------- | ------------------ | --------------- | ---------------- | --------------- | --------------- |
| 16           | 1         | Resurrection  | Zmrtvýchvstání     | Marcos Siega    | Kevin Williamson | 19. ledna 2014  | 9. března 2015  |
| 17           | 2         | For Joe       | Pro Joea           | Joshua Butler   | Vincent Angell   | 27. ledna 2014  | 10. března 2015 |
| 18           | 3         | Trust Me      | Otázka důvěry      | Liz Friedlander | Alexi Hawley     | 3. února 2014   | 16. března 2015 |
| 19           | 4         | Family Affair | Rodinná záležitost | Marcos Siega    | Brett Mahoney    | 10. února 2014  | 17. března 2015 |
| 20           | 5         | Reflection    | Přemýtání          | Nicole Kassell  | Lizzie Mickery   | 17. února 2014  | 23. března 2015 |
| 21           | 6         | Fly Away      | Odlet              | Rob Seidenglanz | Dewayne Jones    | 24. února 2014  | 24. března 2015 |
| 22           | 7         | Sacrifice     | Oběť               | Adam Davidson   | Scott Reynolds   | 3. března 2014  | 30. března 2015 |
| 23           | 8         | The Messenger | Posel              | Marcos Siega    | Alexi Hawley     | 10. března 2014 | 31. března 2015 |
| 24           | 9         | Unmasked      | Odhalení           | Nicole Kassell  | Vincent Angell   | 17. března 2014 | 6. dubna 2015   |
| 25           | 10        | Teacher's Pet | Učenlivý žák       | Marcos Siega    | Brett Mahoney    | 10. března 2014 | 7. dubna 2015   |
| 26           | 11        | Freedom       | Svoboda            | Liz Friedlander | Dewayne Jones    | 17. března 2014 | 13. dubna 2015  |
| 27           | 12        | Betrayal      | Zrada              | Marcos Siega    | Lizzie Mickery   | 7. dubna 2014   | 14. dubna 2015  |
| 28           | 13        | The Reaping   | Sklizeň            | Joshua Butler   | Megan Martin     | 14. dubna 2014  | 20. dubna 2015  |
| 29           | 14        | Silence       | Ticho              | Steve Shill     | Scott Reynolds   | 21. dubna 2014  | 21. dubna 2015  |
| 30           | 15        | Forgive       | Odpusť             | Marcos Siega    | Kevin Williamson | 28. dubna 2014  | 27. dubna 2015  |

### Třetí řada (2015)
| Č. v seriálu | Č. v řadě | Původní název      | Český název          | Režie           | Scénář                         | Premiéra v USA  | Premiéra v ČR      |
| ------------ | --------- | ------------------ | -------------------- | --------------- | ------------------------------ | --------------- | ------------------ |
| 31           | 1         | New Blood          | Nová krev            | Marcos Siega    | Alexi Hawley a Brett Mahoney   | 2. března 2015  | 27. září 2015      |
| 32           | 2         | Boxed In           | V úzkých             | Rob Seidenglanz | Barry O'Brien                  | 9. března 2015  | 4. října 2015      |
| 33           | 3         | Exposed            | Na ráně              | Gary Love       | Brynn Malone                   | 16. března 2015 | 4. října 2015      |
| 34           | 4         | Home               | Domov                | Nicole Kassell  | Jeff Eckerle a Marilyn Osborn  | 23. března 2015 | 11. října 2015     |
| 35           | 5         | A Hostile Witness  | Svědkyně protistrany | Marcos Siega    | Michael McGrale                | 23. března 2015 | 11. října 2015     |
| 36           | 6         | Reunion            | Shledání             | Mary Harron     | Brett Mahoney                  | 30. března 2015 | 18. října 2015     |
| 37           | 7         | The Hunt           | Lov                  | Sylvain White   | Liz Sczudlo                    | 6. dubna 2015   | 18. října 2015     |
| 38           | 8         | Flesh & Blood      | Vlastní krev         | Marcos Siega    | Mary Leah Sutton               | 13. dubna 2015  | 25. října 2015     |
| 39           | 9         | Kill the Messenger | Zabít posla          | David Tuttman   | Barry O'Brien                  | 20. dubna 2015  | 25. října 2015     |
| 40           | 10        | Evermore           | Navěky               | David McWhirter | Alexi Hawley                   | 27. dubna 2015  | 1. listopadu 2015  |
| 41           | 11        | Demons             | Démoni               | Marcos Siega    | Dave Johnson                   | 4. května 2015  | 1. listopadu 2015  |
| 42           | 12        | The Edge           | Na hraně             | Nicole Kassell  | Jeff Eckerle a Marilyn Osborn  | 11. května 2015 | 8. listopadu 2015  |
| 43           | 13        | A Simple Trade     | Prostá výměna        | Marcos Siega    | Liz Sczudlo a Mary Leah Sutton | 11. května 2015 | 8. listopadu 2015  |
| 44           | 14        | Dead or Alive      | Živí nebo mrtví      | Rob Seidenglanz | Brynn Malone a Michael McGrale | 18. května 2015 | 15. listopadu 2015 |
| 45           | 15        | The Reckoning      | Zúčtování            | Marcos Siega    | Brett Mahoney a Alexi Hawley   | 18. května 2015 | 15. listopadu 2015 |